# Vòng loại Giải vô địch bóng đá thế giới 2026 – Khu vực châu Phi
Khu vực châu Phi của vòng loại Giải vô địch bóng đá thế giới 2026 đóng vai trò là vòng loại của Giải vô địch bóng đá thế giới 2026, được tổ chức tại Hoa Kỳ, Canada và Mexico, dành cho các đội tuyển quốc gia là thành viên của Liên đoàn bóng đá châu Phi (CAF). Tổng cộng có chín suất trực tiếp tham dự vòng chung kết và một suất vào vòng play-off liên lục địa có sẵn cho các đội tuyển thuộc CAF.

## Thể thức
Do châu Phi được FIFA phân bổ 9 suất tham dự vòng chung kết trực tiếp thay vì 5 suất như trước đây, Ủy ban điều hành CAF đã công bố thể thức mới cho vòng loại vào ngày 19 tháng 5 năm 2023.
- Vòng 1 (vòng bảng): 54 đội tuyển được chia thành 9 bảng sáu đội, thi đấu vòng tròn hai lượt trên sân nhà và sân khách. Chỉ có đội đứng nhất mỗi bảng sẽ giành suất trực tiếp tham dự World Cup 2026, trong khi bốn đội xếp nhì bảng có thành tích tốt nhất đi tiếp vào vòng play-off.
- Vòng 2 (play-off): Bốn đội nhì bảng tốt nhất ở vòng 1 được chia thành các cặp đấu loại trực tiếp để chọn ra một đội đại diện cho khu vực châu Phi tham dự vòng play-off liên lục địa.

## Các đội tuyển tham gia
Tất cả 54 đội tuyển quốc gia trực thuộc FIFA từ CAF đã tham dự vòng loại, tuy nhiên Eritrea đã rút lui trước khi bắt đầu các trận đấu. Bảng xếp hạng FIFA vào tháng 6 năm 2023 đã được sử dụng để xác định các nhóm hạt giống cho lễ bốc thăm vòng 1 (thứ hạng của các đội tuyển được hiển thị trong ngoặc đơn bên dưới).
Lễ bốc thăm được tổ chức vào lúc 15:00 GMT (UTC±0) ngày 13 tháng 7 năm 2023 tại Abidjan, Bờ Biển Ngà.
| Nhóm 1 | Nhóm 2 | Nhóm 3 |
| --- | --- | --- |
| - Maroc (13) - Sénégal (18) - Tunisia (31) - Algérie (33) - Ai Cập (34) - Nigeria (39) - Cameroon (43) - Mali (50) - Bờ Biển Ngà (51)                | - Burkina Faso (55) - Ghana (59) - Nam Phi (62) - Cabo Verde (66) - CHDC Congo (69) - Guinée (80) - Zambia (84) - Gabon (85) - Guinea Xích Đạo (91) | - Uganda (92) - Bénin (93) - Mauritanie (99) - Kenya (105) - Cộng hòa Congo (106) - Madagascar (107) - Guiné-Bissau (111) - Namibia (112) - Angola (114)           |
| Nhóm 4 | Nhóm 5 | Nhóm 6 |
| - Mozambique (117) - Gambia (119) - Sierra Leone (120) - Togo (122) - Tanzania (123) - Zimbabwe (124) - Trung Phi (125) - Malawi (126) - Libya (127) | - Niger (128) - Comoros (130) - Sudan (131) - Rwanda (139) - Burundi (140) - Ethiopia (143) - Eswatini (146) - Botswana (147) - Liberia (148)       | - Lesotho (152) - Nam Sudan (168) - Mauritius (180) - Tchad (181) - São Tomé và Príncipe (187) - Djibouti (193) - Seychelles (196) - Eritrea (198) - Somalia (199) |

## Lịch thi đấu
Lịch thi đấu của vòng loại như sau.
| Giai đoạn     | Lượt đấu    | Các ngày                |
| ------------- | ----------- | ----------------------- |
| Vòng bảng     | Lượt đấu 1  | 15–18 tháng 11 năm 2023 |
| Vòng bảng     | Lượt đấu 2  | 19–21 tháng 11 năm 2023 |
| Vòng bảng     | Lượt đấu 3  | 5–8 tháng 6 năm 2024    |
| Vòng bảng     | Lượt đấu 4  | 9–11 tháng 6 năm 2024   |
| Vòng bảng     | Lượt đấu 5  | 19–22 tháng 3 năm 2025  |
| Vòng bảng     | Lượt đấu 6  | 23–25 tháng 3 năm 2025  |
| Vòng bảng     | Lượt đấu 7  | 1–9 tháng 9 năm 2025    |
| Vòng bảng     | Lượt đấu 8  | 1–9 tháng 9 năm 2025    |
| Vòng bảng     | Lượt đấu 9  | 6–14 tháng 10 năm 2025  |
| Vòng bảng     | Lượt đấu 10 | 6–14 tháng 10 năm 2025  |
| Vòng play-off | Bán kết     | 10–18 tháng 11 năm 2025 |
| Vòng play-off | Chung kết   | 10–18 tháng 11 năm 2025 |

## Vòng 1

### Bảng A
| VT | Đội          | ST | T | H | B | BT | BB | HS  | Đ  | Giành quyền tham dự                |     | Ai Cập | Burkina Faso | Sierra Leone | Ethiopia | Guiné-Bissau | Djibouti |
| -- | ------------ | -- | - | - | - | -- | -- | --- | -- | ---------------------------------- | --- | ------ | ------------ | ------------ | -------- | ------------ | -------- |
| 1  | Ai Cập       | 6  | 5 | 1 | 0 | 14 | 2  | +12 | 16 | Giải vô địch bóng đá thế giới 2026 |     | —      | 2–1          | 1–0          | T09      | T10          | 6–0      |
| 2  | Burkina Faso | 6  | 3 | 2 | 1 | 13 | 7  | +6  | 11 | Có thể giành quyền vào vòng 2      |     | T09    | —            | 2–2          | T10      | 1–1          | 4–1      |
| 3  | Sierra Leone | 6  | 2 | 2 | 2 | 7  | 7  | 0   | 8  |                                    |     | 0–2    | T10          | —            | T09      | 3–1          | 2–1      |
| 4  | Ethiopia     | 6  | 1 | 3 | 2 | 7  | 7  | 0   | 6  |                                    | 0–2 | 0–3    | 0–0          | —            | T10      | 6–1          |          |
| 5  | Guiné-Bissau | 6  | 1 | 3 | 2 | 5  | 7  | −2  | 6  |                                    | 1–1 | 1–2    | T09          | 0–0          | —        | T09          |          |
| 6  | Djibouti (Z) | 6  | 0 | 1 | 5 | 4  | 20 | −16 | 1  |                                    | T10 | T09    | T10          | 1–1          | 0–1      | —            |          |

### Bảng B
| VT | Đội            | ST | T | H | B | BT | BB | HS | Đ  | Giành quyền tham dự                |     | Cộng hòa Dân chủ Congo | Sénégal | Sudan | Togo | Nam Sudan | Mauritanie |
| -- | -------------- | -- | - | - | - | -- | -- | -- | -- | ---------------------------------- | --- | ---------------------- | ------- | ----- | ---- | --------- | ---------- |
| 1  | CHDC Congo     | 6  | 4 | 1 | 1 | 7  | 2  | +5 | 13 | Giải vô địch bóng đá thế giới 2026 |     | —                      | T09     | T10   | 1–0  | 1–0       | 2–0        |
| 2  | Sénégal        | 6  | 3 | 3 | 0 | 8  | 1  | +7 | 12 | Có thể giành quyền vào vòng 2      |     | 1–1                    | —       | T09   | 2–0  | 4–0       | T10        |
| 3  | Sudan          | 6  | 3 | 3 | 0 | 8  | 2  | +6 | 12 |                                    |     | 1–0                    | 0–0     | —     | 1–1  | 1–1       | T10        |
| 4  | Togo           | 6  | 0 | 4 | 2 | 4  | 7  | −3 | 4  |                                    | T10 | 0–0                    | T09     | —     | 1–1  | 2–2       |            |
| 5  | Nam Sudan      | 6  | 0 | 3 | 3 | 2  | 10 | −8 | 3  |                                    | T09 | T10                    | 0–3     | T10   | —    | 0–0       |            |
| 6  | Mauritanie (Z) | 6  | 0 | 2 | 4 | 2  | 9  | −7 | 2  |                                    | 0–2 | 0–1                    | 0–2     | T09   | T09  | —         |            |

### Bảng C
| VT | Đội      | ST | T | H | B | BT | BB | HS | Đ  | Giành quyền tham dự                |     | Cộng hòa Nam Phi | Rwanda | Bénin | Nigeria | Lesotho | Zimbabwe |
| -- | -------- | -- | - | - | - | -- | -- | -- | -- | ---------------------------------- | --- | ---------------- | ------ | ----- | ------- | ------- | -------- |
| 1  | Nam Phi  | 6  | 4 | 1 | 1 | 10 | 5  | +5 | 13 | Giải vô địch bóng đá thế giới 2026 |     | —                | T10    | 2–1   | T09     | 2–0     | 3–1      |
| 2  | Rwanda   | 6  | 2 | 2 | 2 | 4  | 4  | 0  | 8  | Có thể giành quyền vào vòng 2      |     | 2–0              | —      | T10   | 0–2     | 1–1     | 0–0      |
| 3  | Bénin    | 6  | 2 | 2 | 2 | 6  | 7  | −1 | 8  |                                    |     | 0–2              | 1–0    | —     | 2–1     | T09     | T09      |
| 4  | Nigeria  | 6  | 1 | 4 | 1 | 7  | 6  | +1 | 7  |                                    | 1–1 | T09              | T10    | —     | 1–1     | 1–1     |          |
| 5  | Lesotho  | 6  | 1 | 3 | 2 | 4  | 5  | −1 | 6  |                                    | T09 | 0–1              | 0–0    | T10   | —       | T10     |          |
| 6  | Zimbabwe | 6  | 0 | 4 | 2 | 5  | 9  | −4 | 4  |                                    | T10 | T09              | 2–2    | 1–1   | 0–2     | —       |          |

### Bảng D
| VT | Đội        | ST | T | H | B | BT | BB | HS | Đ  | Giành quyền tham dự                |     | Cabo Verde | Cameroon | Libya | Angola | Mauritius | Eswatini |
| -- | ---------- | -- | - | - | - | -- | -- | -- | -- | ---------------------------------- | --- | ---------- | -------- | ----- | ------ | --------- | -------- |
| 1  | Cabo Verde | 6  | 4 | 1 | 1 | 7  | 5  | +2 | 13 | Giải vô địch bóng đá thế giới 2026 |     | —          | T09      | 1–0   | 0–0    | 1–0       | T10      |
| 2  | Cameroon   | 6  | 3 | 3 | 0 | 12 | 4  | +8 | 12 | Có thể giành quyền vào vòng 2      |     | 4–1        | —        | 3–1   | T10    | 3–0       | T09      |
| 3  | Libya      | 6  | 2 | 2 | 2 | 6  | 7  | −1 | 8  |                                    |     | T10        | 1–1      | —     | 1–1    | 2–1       | T09      |
| 4  | Angola     | 6  | 1 | 4 | 1 | 4  | 4  | 0  | 7  |                                    | 1–2 | 1–1        | T09      | —     | T09    | 1–0       |          |
| 5  | Mauritius  | 6  | 1 | 2 | 3 | 6  | 10 | −4 | 5  |                                    | T09 | T10        | T10      | 0–0   | —      | 2–1       |          |
| 6  | Eswatini   | 6  | 0 | 2 | 4 | 4  | 9  | −5 | 2  |                                    | 0–2 | 0–0        | 0–1      | T10   | 3–3    | —         |          |

### Bảng E
| VT | Đội                | ST | T | H | B | BT | BB | HS  | Đ  | Giành quyền tham dự                |     | Maroc | Tanzania | Zambia | Niger | Cộng hòa Congo | Eritrea |
| -- | ------------------ | -- | - | - | - | -- | -- | --- | -- | ---------------------------------- | --- | ----- | -------- | ------ | ----- | -------------- | ------- |
| 1  | Maroc              | 5  | 5 | 0 | 0 | 14 | 2  | +12 | 15 | Giải vô địch bóng đá thế giới 2026 |     | —     | 2–0      | 2–1    | T09   | T10            | Hủy     |
| 2  | Tanzania           | 5  | 3 | 0 | 2 | 5  | 4  | +1  | 9  | Có thể giành quyền vào vòng 2      |     | 0–2   | —        | T10    | T09   | 3–0            | Hủy     |
| 3  | Zambia             | 5  | 2 | 0 | 3 | 9  | 7  | +2  | 6  |                                    |     | T09   | 0–1      | —      | T10   | 4–2            | Hủy     |
| 4  | Niger              | 4  | 2 | 0 | 2 | 6  | 4  | +2  | 6  |                                    | 1–2 | 0–1   | 2–1      | —      | T10   | Hủy            |         |
| 5  | Cộng hòa Congo (E) | 5  | 0 | 0 | 5 | 2  | 19 | −17 | 0  |                                    | 0–6 | T09   | 0–3      | 0–3    | —     | Hủy            |         |
| 6  | Eritrea            | 0  | 0 | 0 | 0 | 0  | 0  | 0   | 0  | Rút lui                            |     | Hủy   | Hủy      | Hủy    | Hủy   | Hủy            | —       |

1. 1 2 3  Cộng hòa Congo đã bị đình chỉ vào ngày 6 tháng 2 năm 2025 do sự can thiệp của chính phủ vào các hoạt động của Liên đoàn bóng đá Congo.[9][10] Không có thông báo nào về tình hình của đội tuyển này đã ngay lập tức được đưa ra, và CAF ban đầu đã hủy toàn bộ các trận đấu còn lại của Cộng hòa Congo.[11] Tuy nhiên, Tanzania và Zambia sau đó đã được xử thắng 3–0 do Cộng hòa Congo bỏ cuộc.[12] Lệnh đình chỉ đã được FIFA gỡ bỏ vào ngày 14 tháng 5 năm 2025.[13]
2. ↑  Niger được xử thắng 3–0 do Cộng hòa Congo từ chối đến Cộng hòa Dân chủ Congo để thi đấu với tư cách chủ nhà vì sân vận động chính của Cộng hòa Congo được cho là không đáp ứng các yêu cầu để tổ chức trận đấu.[14]
3. ↑  Eritrea rút lui khỏi vòng loại trước khi thi đấu bất kỳ trận đấu nào do lo ngại các cầu thủ sẽ xin tị nạn chính trị nếu được phép ra nước ngoài.[4][15]

### Bảng F
| VT | Đội            | ST | T | H | B | BT | BB | HS  | Đ  | Giành quyền tham dự                |     | Bờ Biển Ngà | Gabon | Burundi | Kenya | Gambia | Seychelles |
| -- | -------------- | -- | - | - | - | -- | -- | --- | -- | ---------------------------------- | --- | ----------- | ----- | ------- | ----- | ------ | ---------- |
| 1  | Bờ Biển Ngà    | 6  | 5 | 1 | 0 | 14 | 0  | +14 | 16 | Giải vô địch bóng đá thế giới 2026 |     | —           | 1–0   | T09     | T10   | 1–0    | 9–0        |
| 2  | Gabon          | 6  | 5 | 0 | 1 | 12 | 6  | +6  | 15 | Có thể giành quyền vào vòng 2      |     | T09         | —     | T10     | 2–1   | 3–2    | 3–0        |
| 3  | Burundi        | 6  | 3 | 1 | 2 | 13 | 7  | +6  | 10 |                                    |     | 0–1         | 1–2   | —       | T10   | 3–2    | 5–0        |
| 4  | Kenya          | 6  | 1 | 3 | 2 | 11 | 8  | +3  | 6  |                                    | 0–0 | 1–2         | 1–1   | —       | T09   | T09    |            |
| 5  | Gambia (Z)     | 6  | 1 | 1 | 4 | 12 | 13 | −1  | 4  |                                    | 0–2 | T10         | T09   | 3–3     | —     | 5–1    |            |
| 6  | Seychelles (E) | 6  | 0 | 0 | 6 | 2  | 30 | −28 | 0  |                                    | T10 | T09         | 1–3   | 0–5     | T10   | —      |            |

### Bảng G
| VT | Đội         | ST | T | H | B | BT | BB | HS  | Đ  | Giành quyền tham dự                |     | Algérie | Mozambique | Botswana | Uganda | Guinée | Somalia |
| -- | ----------- | -- | - | - | - | -- | -- | --- | -- | ---------------------------------- | --- | ------- | ---------- | -------- | ------ | ------ | ------- |
| 1  | Algérie     | 6  | 5 | 0 | 1 | 16 | 6  | +10 | 15 | Giải vô địch bóng đá thế giới 2026 |     | —       | 5–1        | T09      | T10    | 1–2    | 3–1     |
| 2  | Mozambique  | 6  | 4 | 0 | 2 | 10 | 11 | −1  | 12 | Có thể giành quyền vào vòng 2      |     | 0–2     | —          | T09      | 3–1    | T10    | 2–1     |
| 3  | Botswana    | 6  | 3 | 0 | 3 | 9  | 8  | +1  | 9  |                                    |     | 1–3     | 2–3        | —        | T10    | 1–0    | 2–0     |
| 4  | Uganda      | 6  | 3 | 0 | 3 | 6  | 7  | −1  | 9  |                                    | 1–2 | T09     | 1–0        | —        | 1–0    | T09    |         |
| 5  | Guinée      | 6  | 2 | 1 | 3 | 4  | 5  | −1  | 7  |                                    | T09 | 0–1     | T10        | 2–1      | —      | 0–0    |         |
| 6  | Somalia (Z) | 6  | 0 | 1 | 5 | 3  | 11 | −8  | 1  |                                    | T10 | T10     | 1–3        | 0–1      | T09    | —      |         |

### Bảng H
| VT | Đội                      | ST | T | H | B | BT | BB | HS  | Đ  | Giành quyền tham dự                |     | Tunisia | Namibia | Liberia | Guinea Xích Đạo | Malawi | São Tomé và Príncipe |
| -- | ------------------------ | -- | - | - | - | -- | -- | --- | -- | ---------------------------------- | --- | ------- | ------- | ------- | --------------- | ------ | -------------------- |
| 1  | Tunisia                  | 6  | 5 | 1 | 0 | 9  | 0  | +9  | 16 | Giải vô địch bóng đá thế giới 2026 |     | —       | T10     | T09     | 1–0             | 2–0    | 4–0                  |
| 2  | Namibia                  | 6  | 3 | 3 | 0 | 8  | 2  | +6  | 12 | Có thể giành quyền vào vòng 2      |     | 0–0     | —       | 1–1     | 1–1             | T09    | T09                  |
| 3  | Liberia                  | 6  | 3 | 1 | 2 | 7  | 4  | +3  | 10 |                                    |     | 0–1     | T10     | —       | 3–0             | 0–1    | 2–1                  |
| 4  | Guinea Xích Đạo          | 6  | 2 | 1 | 3 | 4  | 8  | −4  | 7  |                                    | T09 | 0–3     | T10     | —       | 1–0             | 2–0    |                      |
| 5  | Malawi                   | 6  | 2 | 0 | 4 | 4  | 6  | −2  | 6  |                                    | 0–1 | 0–1     | T09     | T10     | —               | 3–1    |                      |
| 6  | São Tomé và Príncipe (E) | 6  | 0 | 0 | 6 | 2  | 14 | −12 | 0  |                                    | T10 | 0–2     | 0–1     | T09     | T10             | —      |                      |

1. 1 2  Guinea Xích Đạo đã bị xử thua hai trận đấu vì đưa vào sân một cầu thủ không đủ điều kiện là Emilio Nsue.[16] Kết quả ban đầu là Guinea Xích Đạo 1–0 Namibia và Liberia 0–1 Guinea Xích Đạo.

### Bảng I
| VT | Đội        | ST | T | H | B | BT | BB | HS  | Đ  | Giành quyền tham dự                |     | Ghana | Comoros | Madagascar | Mali | Cộng hòa Trung Phi | Tchad |
| -- | ---------- | -- | - | - | - | -- | -- | --- | -- | ---------------------------------- | --- | ----- | ------- | ---------- | ---- | ------------------ | ----- |
| 1  | Ghana      | 6  | 5 | 0 | 1 | 15 | 5  | +10 | 15 | Giải vô địch bóng đá thế giới 2026 |     | —     | T10     | 1–0        | T09  | 4–3                | 5–0   |
| 2  | Comoros    | 6  | 4 | 0 | 2 | 9  | 7  | +2  | 12 | Có thể giành quyền vào vòng 2      |     | 1–0   | —       | T10        | 0–3  | 4–2                | 1–0   |
| 3  | Madagascar | 6  | 3 | 1 | 2 | 9  | 6  | +3  | 10 |                                    |     | 0–3   | 2–1     | —          | 0–0  | T09                | T09   |
| 4  | Mali       | 6  | 2 | 3 | 1 | 8  | 4  | +4  | 9  |                                    | 1–2 | T09   | T10     | —          | 1–1  | 3–1                |       |
| 5  | Trung Phi  | 6  | 1 | 2 | 3 | 8  | 13 | −5  | 5  |                                    | T10 | T09   | 1–4     | 0–0        | —    | 1–0                |       |
| 6  | Tchad (E)  | 6  | 0 | 0 | 6 | 1  | 15 | −14 | 0  |                                    | T09 | 0–2   | 0–3     | T10        | T10  | —                  |       |

### Xếp hạng các đội nhì bảng
Cả CAF lẫn FIFA đều chưa đưa ra thông báo chính thức về việc xếp thứ hạng cho các đội nhì bảng đấu sau khi Eritrea rút lui, do các bảng có số đội khác nhau.
| VT | Bg | Đội          | ST | T | H | B | BT | BB | HS | Đ  | Giành quyền tham dự |
| -- | -- | ------------ | -- | - | - | - | -- | -- | -- | -- | ------------------- |
| 1  | F  | Gabon        | 6  | 5 | 0 | 1 | 12 | 6  | +6 | 15 | Đi tiếp vào vòng 2  |
| 2  | D  | Cameroon     | 6  | 3 | 3 | 0 | 12 | 4  | +8 | 12 | Đi tiếp vào vòng 2  |
| 3  | B  | Sénégal      | 6  | 3 | 3 | 0 | 8  | 1  | +7 | 12 | Đi tiếp vào vòng 2  |
| 4  | H  | Namibia      | 6  | 3 | 3 | 0 | 8  | 2  | +6 | 12 | Đi tiếp vào vòng 2  |
| 5  | I  | Comoros      | 6  | 4 | 0 | 2 | 9  | 7  | +2 | 12 |                     |
| 6  | G  | Mozambique   | 6  | 4 | 0 | 2 | 10 | 11 | −1 | 12 |                     |
| 7  | A  | Burkina Faso | 6  | 3 | 2 | 1 | 13 | 7  | +6 | 11 |                     |
| 8  | E  | Tanzania     | 5  | 3 | 0 | 2 | 5  | 4  | +1 | 9  |                     |
| 9  | C  | Rwanda       | 6  | 2 | 2 | 2 | 4  | 4  | 0  | 8  |                     |

## Vòng 2

### Sơ đồ
|  | Bán kết           | Bán kết |  |  | Chung kết | Chung kết |
|  |                   |         |  |  |           |           |
|  | Tháng 11 năm 2025 |         |  |  |           |           |
|  |                   |         |  |  |           |           |
|  |                   |         |  |  |           |           |
|  | Tháng 11 năm 2025 |         |  |  |           |           |
|  |                   |         |  |  |           |           |
|  |                   |         |  |  |           |           |
|  | Tháng 11 năm 2025 |         |  |  |           |           |
|  |                   |         |  |  |           |           |
|  |                   |         |  |  |           |           |
|  |                   |         |  |  |           |           |
|  |                   |         |  |  |           |           |
|  |                   |         |  |  |           |           |

### Bán kết
|  | v |  |
|  | - |  |
|  |   |  |

|  | v |  |
|  | - |  |
|  |   |  |

### Chung kết
|  | v |  |
|  | - |  |
|  |   |  |

## Vòng play-off liên lục địa
Đội chiến thắng ở vòng 2 sẽ cùng một đội từ mỗi liên đoàn AFC, CONMEBOL, OFC và hai đội từ CONCACAF tham dự vòng play-off liên lục địa. Các đội sẽ được xếp hạng dựa theo Bảng xếp hạng bóng đá nam FIFA, trong đó bốn đội có thứ hạng thấp nhất sẽ thi đấu hai trận đấu loại trực tiếp theo thể thức một lượt. Những đội chiến thắng sẽ gặp hai đội có thứ hạng cao nhất trong một loạt trận đấu loại trực tiếp khác; đội thắng trong các trận đấu này sẽ giành quyền tham dự FIFA World Cup 2026.

## Các đội tuyển vượt qua vòng loại

Có thể giành quyền tham dự vòng chung kết
Không vượt qua vòng loại
Rút lui
Không phải là thành viên CAF

Dưới đây là các đội tuyển từ CAF đã vượt qua vòng loại để tham dự vòng chung kết.
| Đội tuyển | Tư cách vượt qua vòng loại | Ngày vượt qua vòng loại | Số lần tham dự Giải vô địch bóng đá thế giới trước đây1 |
| --------- | -------------------------- | ----------------------- | ------------------------------------------------------- |
| CXĐ       | Nhất bảng A                | 2025                    |                                                         |
| CXĐ       | Nhất bảng B                | 2025                    |                                                         |
| CXĐ       | Nhất bảng C                | 2025                    |                                                         |
| CXĐ       | Nhất bảng D                | 2025                    |                                                         |
| CXĐ       | Nhất bảng E                | 2025                    |                                                         |
| CXĐ       | Nhất bảng F                | 2025                    |                                                         |
| CXĐ       | Nhất bảng G                | 2025                    |                                                         |
| CXĐ       | Nhất bảng H                | 2025                    |                                                         |
| CXĐ       | Nhất bảng I                | 2025                    |                                                         |

1 In nghiêng thể hiện chủ nhà năm đó.

## Cầu thủ ghi bàn
Đang có 375 bàn thắng ghi được trong 154 trận đấu, trung bình 2.44 bàn thắng mỗi trận đấu (tính đến ngày 25 tháng 3 năm 2025).
6 bàn
- Mohamed Salah

5 bàn
- Trézéguet
- Mohamed Amoura
- Lassina Traoré
- Denis Bouanga
- Jordan Ayew
- Kamory Doumbia

4 bàn
- Vincent Aboubakar
- Musa Barrow
- Michael Olunga
- Rayan Raveloson

3 bàn
- Bertrand Traoré
- Sudi Abdallah
- Bienvenue Kanakimana
- Steve Mounié
- Seko Fofana
- Bryan Mbeumo
- Myziane Maolida
- Louis Mafouta
- Bereket Desta
- Abubeker Nassir
- Jim Allevinah
- Pierre Aubameyang
- Yankuba Minteh
- Emilio Nsue
- Ayoub El Kaabi
- Stanley Ratifo
- Victor Osimhen
- Patson Daka

2 bàn
- Zizo
- Kabelo Seakanyeng
- Dango Ouattara
- Abedi Bigirimana
- Bonfils-Caleb Bimenyimana
- Dodo Dokou
- Sébastien Haller
- Karim Konaté
- Hamed Traorè
- Dailon Livramento
- Jamiro Monteiro
- El Fardou Ben Nabouhane
- Rafiki Saïd
- Théo Bongonda
- Fiston Mayele
- Samuel Akinbinu
- Gabriel Dadzie
- Philani Mkhontfo
- Muhammed Badamosi
- Ernest Nuamah
- Thomas Partey
- Iñaki Williams
- Aguibou Camara
- Iban Salvador
- Mama Baldé
- Masoud Juma
- Ahmed Krawa'a
- Njiva Rakotoharimalala
- Chifundo Mphasi
- Hakim Ziyech
- Lindsay Rose
- Geny Catamo
- Pepo
- Jayden Adams
- Thapelo Morena
- Prins Tjiueza
- Jojea Kwizera
- Augustus Kargbo
- Mohamed Eisa
- Sadio Mané
- Pape Matar Sarr
- Kévin Denkey
- Youssef Msakni
- Muhammad Shaban
- Tawanda Chirewa

Dưới đây là danh sách cầu thủ ghi bàn đầy đủ cho mỗi bảng đấu:
- Bảng A
- Bảng B
- Bảng C
- Bảng D
- Bảng E
- Bảng F
- Bảng G
- Bảng H
- Bảng I